# Aamu
Aamu war ein altägyptischer Kleinkönig der Hyksos-Zeit der Zweiten Zwischenzeit. Seine genaue Einordnung ist umstritten.

## Belege
Vermutlich war er Lokalkönig im Nildelta. Er ist mit dem Namen Aamu lediglich auf ca. 30 Skarabäen belegt. Von Beckerath ordnete ihn der 16. Dynastie zu, die er als Vassallendynastie der Hyksos ansah. Er ordnete ihm zunächst jedoch keinen bestimmten Thronnamen zu. Die Skarabäen des Aamu sind denen eines Königs mit Namen Cha-user-Re typologisch so ähnlich, dass William A. Ward beide Könige für identisch hält. Ihm folgt neuerdings Ben-Tor in ihrer Untersuchung der Skarabäen der Zweiten Zwischenzeit. Ryholt ordnete ihm dagegen den Thronnamen Aa-hetep-Re zu und sieht in ihm einen Herrscher der 14. Dynastie, während er die 16. Dynastie als thebanisch bezeichnet.